# 1947序曲
《1947序曲》是台灣音樂家蕭泰然第56號作品，作於1994年7月。創作目的是為了纪念1947年發生的二二八事件。

## 背景
《1947序曲》之於台灣歷史，猶如《芬蘭頌》之於芬蘭，《1812序曲》之於俄羅斯，既是以音樂描述台灣四百年的歷史，也是蕭泰然表達對二二八事件受難者的追思與哀悼，撫平創傷的作品。蕭泰然曾回憶二二八事件的高雄現場：
|  | 外面整條街都是中國兵，我們都在家裡沒人敢出門，不時聽到外面槍聲、抓人的一陣混亂。我好奇地一下又一下探出頭張望，因為（我家）牙科鋪面門板的上半截是玻璃窗。我這麼看了幾下，立刻，一陣機關槍子彈連續掃在腳邊，然後急急狠狠地打門抓人。⋯⋯ |

1993年耶誕節前夕，蕭泰然因為大動脈血管瘤破裂而開刀住院，不過在其努力下，作品順利在1994年7月完成。作曲時所選用的民謠，取材自陳敏庭所改編的室內樂作品《台灣組曲》，並加以修飾而成。
2000年，台北二二八紀念館首次舉辦受難者家屬藝文展，《1947序曲》手稿被贈予該館，音樂也於紀念館二樓播放。

### 首演
1995年6月3日，美國奧克蘭市，Wes Kenney指揮美國奧克蘭青少年管弦樂團，與灣區台灣百人合唱團

## 分析
蕭泰然曾談及《1947序曲》的創作理念：
|  | 一開始就銅管齊鳴，低沉而長嘯二句悲嘆的齊鳴，暗示台灣人長期被統治的無奈與哀怨。以鋼琴代表台灣人民的骨氣，強有力的氣勢加入反抗外來政權的行列。將民謠《悲歌》寫入，隨後在哀怨的弦樂樂句之後，用抗日時期的嘉義民謠《一隻鳥仔哮啾啾》，描寫家破人亡的慘景。⋯⋯鋼琴與弦樂時而對抗，時而和諧地交匯呈現。樂曲終於進入主題，且以細膩的手法描寫二二八的悲慘史實，台灣人經過歷史風暴，女高音用充滿慈悲的感嘆，唱出詩人李敏勇的「愛與希望」⋯⋯ |

本曲分為三個部分，第一部分藉由管弦樂佈置出1947年時，台灣動盪混亂的社會，並雜糅了台灣民謠作為元素；第二部分則唱出詩人李敏勇所寫的愛與希望；第三部分依然是合唱，藉著鄭兒玉牧師作詞的《台灣翠青》，表達自身對於台灣未來的期盼與想法。
手法上，包括弦樂部門使用顫音技巧（象徵戰爭），女高音與鋼琴，以及合唱團（象徵大眾）之加入，都是綜合了西方音樂的作曲特色而來。樂曲開始，「銅管齊鳴」的音色，足以顯出俄羅斯國民樂派（強力集團等）對蕭泰然的影響，尤其對低音域樂器的使用，與《天方夜譚》頗有相近之處。《1947序曲》的樂器編制如下：
| 木管乐器 2 长笛 2 双簧管 2 单簧管 2 低音管 | 铜管乐器 4 法國号 2 小号 2 長號 1 低音號 | 打擊樂器與其他 定音鼓 小鼓 鈸 管鐘 三角鐵 鋼琴 合唱團 獨唱女高音 | 弦乐器 第一小提琴 第二小提琴 中提琴 大提琴 低音提琴 |

## 評價
作家、前台南市文化局局長林衡哲，以及法律學學者李鴻禧皆認為，《1947序曲》的確可以媲美《芬蘭頌》與《1812序曲》等歐洲藝術音樂名作，堪稱為《台灣頌》。

## 外部連結
- 蕭泰然《1947序曲》　張烽益：撫平228歷史傷口
- 他以音樂突破政治禁忌 - 蕭泰然與《1947序曲》（页面存档备份，存于）